# سائو ویسنچه (سائو پائولو)
سائو ویسنچه (به پرتغالی: São Vicente) یک منطقهٔ مسکونی در برزیل است که در ایالت سائو پائولو واقع شده‌است. سائو ویسنچه ۱۴۷٫۸۹ کیلومتر مربع مساحت و ۳۵۵٬۵۴۲ نفر جمعیت دارد و ۶ متر بالاتر از سطح دریا واقع شده‌است.

## خواهرخوانده
شهرهای رزیستنسیا و ناها، اوکیناوا خواهرخوانده‌های سائو ویسنچه (سائو پائولو) هستند.